# Sint-Antonius Abtkerk (Oud-Turnhout)

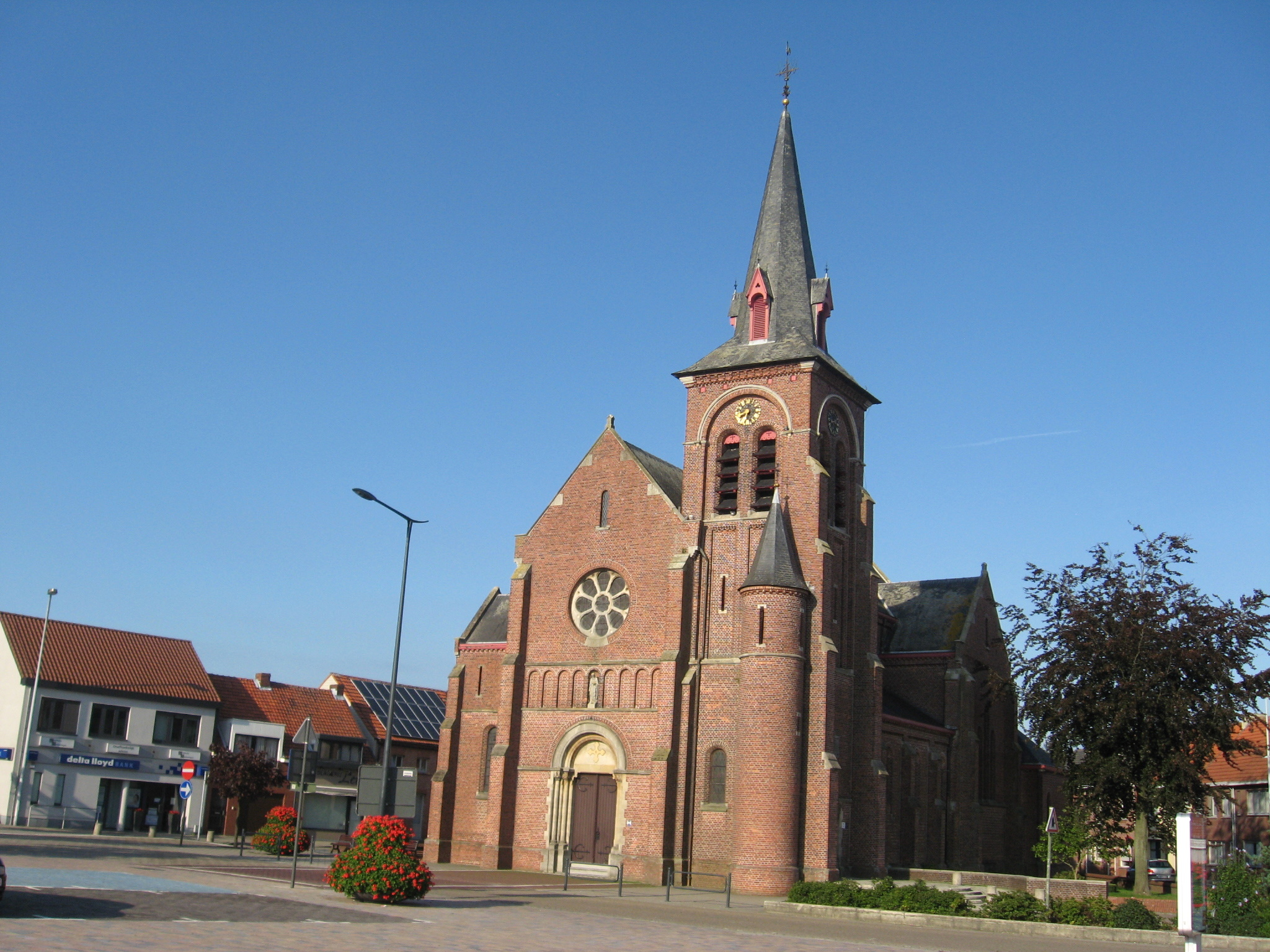
Sint-Antonius Abtkerk

De Sint-Antonius Abtkerk is de parochiekerk van de tot de Antwerpse gemeente Oud-Turnhout behorende plaats Oosthoven, gelegen aan Polderstraat 2.

## Geschiedenis
Sinds de 2e helft van de 14e eeuw heeft hier een Sint-Antoniuskapel gestaan die in 1888 verheven werd tot parochiekerk. In 1891-1893 werd een nieuwe kerk gebouwd naar ontwerp van Pieter Jozef Taeymans.

## Gebouw
Het betreft een georiënteerd basilicaal kerkgebouw in neoromaanse stijl. De toren is rechts voor de voorgevel aangebouwd. Deze heeft drie geledingen en een ingesnoerde naaldspits.
Het kerkmeubilair is van omstreeks 1900.